# Polgári Légiközlekedési Biztonsági Szervezet
A Polgári Légiközlekedési Biztonsági Szervezet (POLÉBISZ) székhelye a Budapest Liszt Ferenc nemzetközi repülőtér I. terminálja.
Az intézménynek nem feladata a felelősségre vonás, kizárólag szakmai szempontok alapján értékeli a történteket, vizsgálati jelentéseikbe a rendőrség sem nyerhet betekintést. Hasonló események elkerülése érdekében munkabiztonsági ajánlásokat tesz. Alapvető célként a megelőzést tekinti.
Döntően a repülőgépek földi sérülései illetve az előkészítési folyamat során észrevett kisebb gépsérülések, illetve a földi kiszolgálása közben a csomagtérben felfedezett bizonytalan eredetű anyagok vizsgálata a feladata.
2006. január 1-jétől a jogutód szervezete a Közlekedésbiztonsági Szervezet (KBSZ).